# Roberto César
Roberto César (14 februari 1955) is een voormalig Braziliaans voetballer. 

## Biografie
Roberto César begon zijn carrière bij Cruzeiro in 1974. Hij speelde er twee jaar maar kon geen basisplaats afdwingen en scoorde niet in de weinige wedstrijden dat hij speelde. In 1976 ging hij voor Operário spelen en scoorde acht keer voor de club. Hierdoor kon hij terugkeren naar topclub Cruzeiro in 1978 en kon nu wel voor de club scoren. In 1979 werd hij net geen topschutter van de Série A, hij scoorde één goal minder dan César van America.  Hij beëindigde zijn carrière in 1985 bij Grêmio. 